# The Gories
The Gories' - американское гараж панк трио, основанное в Детройте в 1986 году. Они стали одной из первых гараж панк-групп 1980-х, обильно вплетавших блюзовое влияние в свою музыку. Участниками группы являются Мик Коллинз (из The Dirtbombs), Дэн Кроха (из The Demolition Doll Rods) и Пегги О'Нилл. Группа распалась в 1993 году, позже вновь объединилась в июле 2009 для реюнион тура по Европе, вместе со своими товарищами из The Oblivians. В 2010 году группа собралась для второго реюнион тура по Северной Америке.

## История
The Gories были основаны в 1986 году жителями Детроита Миком Коллинзом, Дэном Крохой и Пегги О'Нилл. Название "The Gories" отсылает к названию вымышленной группы из телешоу 60-х под названием "Gidget". На момент основания группы только лишь у Коллинза был музыкальный опыт, остальные участники группы учились играть на своих инструментах уже после создания группы. The Gories выпустили свой первый альбом, "Houserockin'," в 1989. Этот релиз распространялся на кассетах и был довольно труднодоступен даже на территории Детроита. За этой записью последовала долгоиграющая пластинка "I Know You Fine, but How You Doin'", увидевшая свет в 1990 году. Вскоре группа подписала контракт с немецким гаражным лейблом Crypt Records и выпустила запись "Outta Here." После выпуска трёх альбомов, в 1992 году, группа распалась. После распада группы Мик Коллинз участвовал в различных группах, среди которых Blacktop и The Dirtbombs, Дэн Кроха присоединился к Rocket 455, а позже основал Demolition Doll Rods и The Readies. А Пегги О'Нилл присоединилась к группам '68 Comeback и Darkest Hours.

## Воссоединение The Gories
30 сентября 2008 года на форуме Goner Records Грег Картрайт из The Oblivians анонсировал, что The Gories и The Oblivians сыграют несколько реюнион концертов в Детроите, Мемфисе и некоторых городах Европы летом 2009 года. Турне прошло успешно.

## Дискография

### Альбомы
- House Rockin' LP/CD (Fanclub Records/New Rose, 1989, NR 340/FC 077)
- I Know You Fine, But How You Doin' LP/CD (New Rose, 1990, ROSE 219)
- Outta Here LP/CD (Crypt Records, 1992, CR-030)
- I Know You Be Houserockin' CD (Crypt Records, 1994, CR-CD-04241) (переиздание первых двух записей)

### Синглы
- Nitroglycerine 7" (New Rose, 1990, new 141/NR 100)
- Here Be The Gories 7" (In The Red Records, 1991, ITR 003)
- Give Me Some Money 7" (Subpop, 1992, SP 134)
- Baby Say Unh! 7" (Estrus Records, 1992, ES 724)
- To Find Out 7" (Giant Claw, 1992, GCS-005)
- You Little Nothing 7" (Get Hip Records, 1995, GH-173)

### Сплиты
- Split 7" with Lord High Fixers (Hate Records, 2000, hate mag #8)
- Split 7" with the Dirtbombs (Fortune Teller Records, 2004, FTP 201)